# NGC 1020
NGC 1020 је лентикуларна галаксија у сазвежђу Кит која се налази на NGC листи објеката дубоког неба.
Деклинација објекта је + 2° 13' 52" а ректасцензија 2h 38m 44,3s. Привидна величина (магнитуда) објекта NGC 1020 износи 14,2 а фотографска магнитуда 15,2. NGC 1020 је још познат и под ознакама CGCG 388-81, PGC 10018.